# Paschalis Fortuño Almela
Paschalis Fortuño Almela OFM, (hiszp.) Pascual Fortuño Almela (ur. 5 marca 1886 w Villarreal, zm. 7 września 1936 pod Castellón de la Plana) – hiszpański franciszkanin, męczennik, ofiara prześladowań antykatolickich okresu hiszpańskiej wojny domowej, błogosławiony Kościoła katolickiego.

## Życiorys
Wykształcenie zdobywał w szkołach franciszkańskich i 18 stycznia 1905 r. wstąpił do klasztoru w Gilet pod Walencją. 24 stycznia 1909 r. złożył śluby zakonne. Po ukończeniu studiów filozoficzno – teologicznych 15 sierpnia 1913 r. otrzymał w Teruel sakrament święceń. Będąc wzorem pobożności realizował swój apostolat jako wychowawca kleryków. Skierowany został do Niższego Seminarium Duchownego w Benissa, a po czterech latach do posługi na placówce w Argentynie. Ponownie w kraju podjął działalność dydaktyczną, a w 1931 r. został mianowany wikariuszem nowicjatu klasztoru w Walencji, gdzie przebywał do wybuchu wojny domowej. Był propagatorem sakramentu Eucharystii, rozważań pasyjnych i miłości do Matki Bożej. U współczesnych mu wiernych zyskał uznanie jako kaznodzieja, rekolekcjonista, kierownik duchowy i spowiednik. Po wybuchu wojny domowej w Hiszpanii w okresie eskalacji prześladowań Kościoła katolickiego udał się z Gilet do rodzinnego miasta. Gdy 7 września 1936 r. rozpoznano w nim osobę duchowną został aresztowany. W liście pożegnalnym do rodziny napisał:

Powiedz moim współbraciom, że przygotowuję się do męczeństwa; niech się bardzo modlą za tych biednych ludzi.

Paschalis Fortuño Almela został zabity, na drodze pod Castellón dołączając do ofiar prześladowań religijnych Kościoła katolickiego w Hiszpanii okresu hiszpańskiej wojny domowej, przekłuty bagnetem w dzień po zatrzymaniu.
Translacji relikwii z cmentarza do kościoła franciszkanów w Castellon dokonano 12 czerwca 1967 r. Miejsce pochówku jest szczególnym dla kultu jaki otacza postać błogosławionego Paschalisa Fortuño Almelę.
Proces informacyjny odbył się w Walencji w latach 1966–1969. Beatyfikowany w grupie Józefa Aparicio Sanza i 232 towarzyszy, pierwszych wyniesionych na ołtarze Kościoła katolickiego w trzecim tysiącleciu przez papieża Jana Pawła II w Watykanie 11 marca 2001 r.
Wspomnienie liturgiczne obchodzone jest przez katolików w dies natalis (8 września), a także w grupie męczenników 22 września.